# Rondeletia microphylla
Rondeletia microphylla är en måreväxtart som beskrevs av August Heinrich Rudolf Grisebach. Rondeletia microphylla ingår i släktet Rondeletia och familjen måreväxter. Utöver nominatformen finns också underarten R. m. lythroides.